# Arima (cratère)
Pour les articles homonymes, voir Arima.
Le cratère Arima est un cratère d'impact de 53,59 km de diamètre situé sur Mars dans le quadrangle de Coprates. Il a été nommé en référence à la ville d'Arima, à Trinité-et-Tobago.